# Čtverzubci
Čtverzubci (Tetraodontiformes) je řád paprskoploutvých ryb vyskytujících se převážně v mořích, ale také ve sladkých vodách v tropických a subtropických oblastech.

## Popis
Čtverzubci mají vždy krátký ocas a chybí jim břišní ploutve. Jejich tělo může nabývat různých forem, nejčastěji může být čtverhranné či diskovité (silně laterálně zploštěné). Tělo čtverzubců je pokryto malými šupinami nebo kostěnými destičkami. Kromě čeledi havýšovití mají všechny čeledi vakovitou vychlípeninu střeva, kterou mohou naplnit vzduchem nebo vodou a tím zvětšit svůj objem. Zuby srůstají do podoby zobákovitých desek.